# Pandia (Fest)
Die Pandia (altgriechisch τὰ Πάνδια „Gesamtfest des Zeus“) waren im antiken Athen ein jährliches Fest zu Ehren des Gottes Zeus.
Das Fest wurde im attischen Monat Elaphebolion gefeiert, das genaue Datum ist nicht bekannt. Es muss jedoch kurz nach den vom 9. bis zum 13. Elaphebolion dauernden Dionysien gefeiert worden sein, da am Tag danach eine Versammlung im Dionysostheater abgehalten wurde, in der unter anderem die Verfehlungen während der kürzlich vergangenen Dionysien beklagt wurden.
Möglicherweise wurde der mythische attische Herrscher Pandion nach dem Fest benannt, wofür ein Dekret der Phyle Pandionis spricht, das bei einer auf die Pandia folgenden Versammlung erlassen wurde und in dem ein Priester des Pandion belobigt wird. Martin Persson Nilsson nimmt wegen des Dekrets an, dass das Fest vor allem in der Phyle Pandionis gefeiert und hierbei der eponyme Heros Pandion verehrt wurde. Seine Begehung ist jedoch ebenfalls in der Phyle Aigeis bezeugt.